# Gjermund Eggen
Gjermund Eggen, född 5 juni 1941 i Engerdal i Hedmark fylke, död 6 maj 2019 i Elverum, var en norsk längdskidåkare. 
Eggen nådde sina största framgångar vid världsmästerskapen i Oslo 1966, med guld på 15 km, 50 km och på 4 x 10 km stafett. Eggen deltog också vid olympiska vinterspelen 1968 i Grenoble, där han blev 34:a  på 30 kilometer.
År 1968 tilldelades Gjermund Eggen Holmenkollenmedaljen. 
Han var också sångare och kom med flera skivinspelningar. Efter att skidkarriären tog slut startade Gjermund Eggen skidproduktion i hembygden.